# Freddie Jones
Frederick Charles "Freddie" Jones (født 12. september 1927, død 9. juli 2019) var en engelsk karakterskuespilller. Han medvirkede i mange forskellige film og fjernsyns-produktioner, og spillede fra 2005 Sandy Thomas i den britiske sæbeopera Emmerdale.

## Opvækst og uddannelse
Jones blev født i byen Longton i Stoke-on-Trent, som søn af Ida Elizabeth (født Goodwin) og Charles Edward Jones. Han begyndte som skuespillerkarriere efter at have haft det som en hobby i flere år. Han havde på dette tidspunkt arbejdet i ti år som laboratorieassistent i et firma der fremstillede keramiske produkter. Han gik herefter på det prestigefyldte Rose Bruford College.

## Karriere
Jones blev berømt for sin prisvindende rolle som Claudius i den britisk tv-serie The Caesars fra 1968.
Han indtalte den prisvindende video Sexual Encounters of the Floral Kind: Pollination. Han spiller karakteren Sandy Thomas i ITVs sæbeopera Emmerdale, hvilket han startede med i 2005. Han har optrådt i David Lynchs film Elefantmanden (1980), Dune (1984), Vilde hjerter (1990) samt den kortlivede tv-serie On The Air (1992) og kortfilmen Hotel Room (1993). Jones skabte dele af karakteren Sir i den oprindelige udgave af The Dresser af Ronald Harwood.

## Privatliv
Jones blev gift med Jennifer Heselwood i 1965. Året efter fik parret deres første søn, Toby Jones, der siden blev skuespiller ligesom sin far. Parret har yderligere to sønner.

## Filmografi

### Film
- Accident (1967)
- Marat/Sade (1967)
- Far from the Madding Crowd (1967)
- The Bliss of Mrs. Blossom (1968)
- Otley (1968)
- Frankenstein Must Be Destroyed (1969)
- Doctor in Trouble (1970)
- Goodbye Gemini (1970)
- The Man Who Haunted Himself (1970)
- Horatio Knibbles (1971)
- Kidnapped (1971)
- Assault (1971)
- Antony and Cleopatra (1972)
- Sitting Target (1972)
- Satan er løs (1973)
- Son of Dracula (1974)
- Juggernaut (1974)
- Romance with a Double Bass (1974)
- Vampira (aka Old Dracula) (1974)
- The Satanic Rites of Dracula (1974)
- All Creatures Great and Small (1975)
- Never Too Young to Rock (1975)
- The Nativity (1978) (TV)
- Zulu Dawn (1979)
- Elefantmanden (1980)
- Murder Is Easy (1982)
- Firefox (1982)
- Og skibet sejler (1983)
- Krull (1983)
- Dune (1984)
- Firestarter (1984)
- Taran og den magiske gryde (1985)
- Young Sherlock Holmes (1985)
- Maschenka (1987)
- Consuming Passions (1988)
- How to Be Cool (1988)
- Erik the Viking (1989)
- Dark River (1990)
- Vilde hjerter (1990)
- The Last Butterfly (1992)
- The Mystery of Edwin Drood (1993)
- The Neverending Story 3: Escape from Fantasia (1994)
- Cold Comfort Farm (1995)
- Keep in a Dry Place and Away from Children (voiceover) (1997)
- The Life and Crimes of William Palmer (1998)
- David Copperfield (2000)
- House! (2000)
- The Count of Monte Cristo (2002)
- Puckoon (2002)
- Ladies in Lavender (2004)
- Caught in the Act (2008)

### Tv
- Z-Cars "Pay by Results" (1963)
- Mystery and Imagination "Lost Hearts" (1966)
- Sword of Honour (1967)
- The Avengers “Who’s Who???” (1967)
- The Caesars (1968)
- Nana (1968)
- Cold Comfort Farm (1968)
- Mystery and Imagination "The Tell-Tale Heart" (1968)
- The Saint "A Time To Die" (1968)
- Randall and Hopkirk (Deceased) "For the Girl Who Has Everything" (1969)
- Germinal (BBC2 tv-serie) (1970)
- Mystery and Imagination "Sweeney Todd" (1970)
- Doctor at Large (1971)
- Joe's Ark (1974)
- Romance with a Double Bass (1974)
- Fall of Eagles (1974)
- Children of the Stones (1976)
- Just William (1976)
- Space: 1999 "Journey to Where" (1976)
- Thriller (1976)
- The Ghosts of Motley Hall (1976–78)
- The Galton and Simpson Playhouse "Cheers" (1977)
- Duchess of Duke Street (1977)
- The Mayor of Casterbridge (1978)
- The Devil's Crown(1978)
- Pennies From Heaven (1978)
- In Loving Memory (Jeremiah Unsworth) (søson 1 episode 1) (1979)
- Spine Chillers (1980)
- Travelling Man episode 3 "The Watcher" tv-serie (1984)
- Silas Marner: The Weaver of Raveloe (1985)
- The Secret Diary of Adrian Mole (tv-serie) (1985)
- Bulman "Another Part of the Jungle" (1985)
- The District Nurse BBC tv-serie 3 - Dr. Emlyn Isaacs (1986)
- The Return of Sherlock Holmes "Wisteria Lodge" (1987)
- The Growing Pains of Adrian Mole (1987)
- Vanity Fair (tv-serie fra 1987) Sir Pitt Crawley
- Inspector Morse “Who Killed Harry Field?” (1991)
- On The Air (1992)
- Hotel Room (1993)
- Lovejoy "Goose Bumps" (1993)
- The Casebook of Sherlock Holmes "The Last Vampyre" (1993)
- Cold Comfort Farm (1995)
- Neverwhere (1996)
- The Passion (1999)
- The League of Gentlemen Christmas Special (2000)
- Små og store synder (originaltitel Heartbeat, "Old Masters" (2001)
- Midsomer Murders "The Maid in Splendour" (2004)
- Casanova (2005)
- Emmerdale (2005-nu)